# 2 kvällar på Fasching
2 kvällar på Fasching är den svenske bluesmusikern Rolf Wikströms första livealbum, utgivet på skivbolaget MNW 2002. Skivan spelades in på klubben Fasching i Stockholm mellan den 9 och 10 december 1999.

## Låtlista
Där inte annat anges är låtarna skrivna av Rolf Wikström.
1. "Leva som en luffare"
2. "Jag är som en främling"
3. "Vi ska bygga upp en kyrka"
4. "Gud på tunnelbanan"
5. "Kom till mej kvinna"
6. "När allt har blivit sagt"
7. "Du kommer ångra dej"
8. "Hej å hå lilla mamma"
9. "Twista på lilla mamma"
10. "Mississippi"
11. "En helvetes vacker kvinna
12. "Jag kan inte lämna dej"
13. "Blås ut mitt månljus"
14. "Du är så jävla vacker"
15. "Allt är gjort av plåt"
16. "Sommarfräscha kvinna"
17. "Don't Lose Your Cool" (Albert Collins)

## Medverkande
- Tommy Cassemar – bas
- Ingemar Dunker – trummor
- Pelle Piano – klaviatur
- Jonatan Stenson – gitarr
- Rolf Wikström – sång, gitarr

### Fotnoter
1. 1 2  ”2 kvällar på Fasching”. Svensk mediedatabas. http://smdb.kb.se/catalog/search?q=Rolf+Wikstr%C3%B6m+typ%3Afonogram&sort=OLDEST. Läst 9 januari 2013.